# HNK Fruškogorac Ilok
HNK Fruškogorac je nogometni klub iz Iloka. Osnovan je 1923. godine.

## Povijest
Godina 1972./73. i 1981./82. klub osvaja prvenstvo nogometnog saveza područja Vukovara. Kup natjecanje za područje Vukovara osvaja 1974./75.
U sezoni 2007./08. je osvojio 1. mjesto u 1. ŽNL Vukovarsko-srijemskoj, te se plasirao u 4. HNL – Istok, gdje igra i u sezoni 2009./10., a od sezone 2010./11. natječe se u Međužupanijskoj ligi Osijek – Vinkovci. Gašenjem Međužupanijske lige, postaje ponovno županijski prvoligaš.